# Dagouma
Dagouma är en ort i Burkina Faso.   Den ligger i regionen Centre-Sud, i den centrala delen av landet, 60 km sydost om huvudstaden Ouagadougou. Dagouma ligger 317 meter över havet och antalet invånare är 1 222.
Terrängen runt Dagouma är platt, och sluttar österut. Närmaste större samhälle är Kombissiri, 16,9 km norr om Dagouma.
Omgivningarna runt Dagouma är en mosaik av jordbruksmark och naturlig växtlighet. Runt Dagouma är det ganska tätbefolkat, med 62 invånare per kvadratkilometer.